# Герань кембриджская
Гера́нь кембриджская (лат. Geranium ×cantabrigiense) — гибрид, полученный в начале XX века в Великобритании в результате скрещивания герани крупнокорневищной с геранью далматской. В диком виде встречается на Балканах.
Geranium ×cantabrigiense =(Geranium macrorrhizum × Geranium dalmaticum)

## Ботаническое описание
Герань кембриджская похожа на герань долматскую, но разрастается не столь сильно.
В благоприятных условиях образует быстроразрастающийся куст около 20 см высотой.
Листья опушённые, пятираздельные, по краю зубчатые.
Цветки разнообразной окраски.
Цветёт в начале лета.
Рекомендуемое количество на квадратный метр: 7.

## В культуре

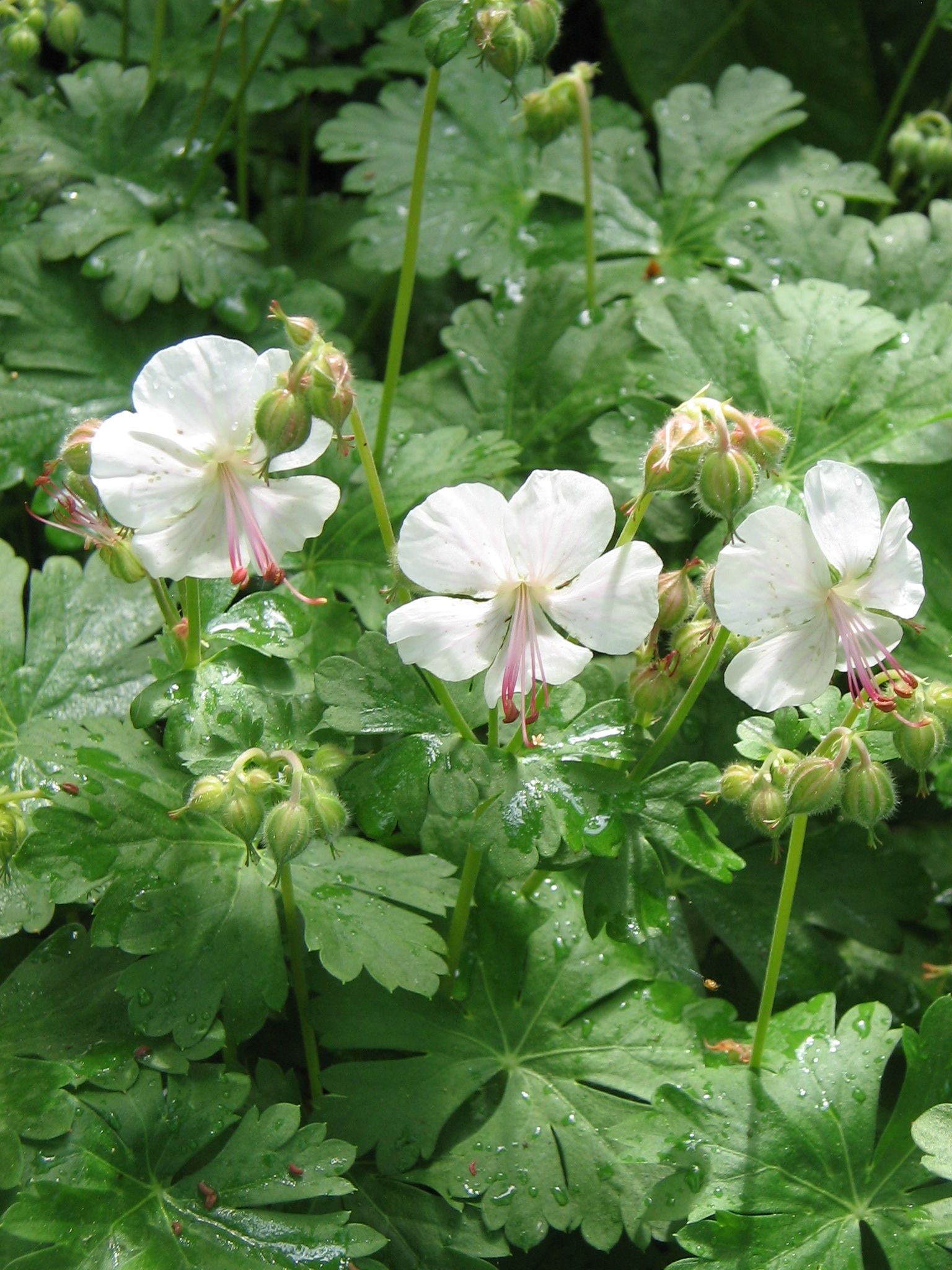

Рекомендуется посадка на солнечных местах.
Почвы богатые, хорошо дренированные.
Используется для одиночных посадок (1—3 куста) и в миксбордерах.
Зоны морозостойкости (USDA-зоны): 5a—7b.

## Сорта
- 'Biokovo'. Высота куста около 20 см, ширина около 35 см. Цветки простые, диаметром около 25 мм. Лепестки бело-розовые[4].
- 'Cambridge'. Высота куста около 20 см, ширина около 35 см. Лепестки сиренево-розовые. Цветки простые, диаметром около 25 мм[5].
- 'Karmina'. Высота куста около 20 см. Лепестки светло-карминово-розовые. Цветки простые[6].
- 'St. Ola'. Высота куста 15—20 см, ширина около 35 см. Цветки простые, диаметром 25 мм. Лепестки относительно белые, тычиночные нити на концах розовые, пыльники жёлтые[7].